# بورجا دومینگز
بورجا دومینگز (انگلیسی: Borja Domínguez؛ زادهٔ ۳۰ مهٔ ۱۹۹۲) بازیکن فوتبال اهل اسپانیا است.
از باشگاه‌هایی که در آن بازی کرده‌است می‌توان به باشگاه فوتبال آلکورکون و باشگاه فوتبال سلتاویگو اشاره کرد.